# CD-i
Compact Disc Interactive ou CD-i é um formato de armazenamento de dados de disco ótico desenvolvido e comercializado Philips. Foi criado como uma extensão do CDDA e do CD-ROM, é especificado como Green Book. O formato foi co-desenvolvido entre a Sony e Philips e combinava áudio, texto e gráficos. As empresas esperavam atingir as indústrias de educação e entretenimento doméstico mas o CD-i acabou se tornando mais conhecido pelos seus jogos eletrônicos.

## História
O primeiro reprodutor Philips CD-i, lançado em 1991 era capaz de reproduzir discos CD-i interativos, CDs de música e Video CDs (VCDs). Futuros aparelhos tinham ainda mais recursos, como acesso à Internet e e-mail. Os primeiros lançamentos no formato CD-i foram fortemente direcionados a temas educacionais, músicas, e títulos de auto-ajuda. Os jogos eram apenas adaptações de jogos de tabuleiros como Connect Four.
Algumas tentativas foram feitas para tornar o CD-i um Video game competitivo mas o aparelho não recebeu muitos títulos. Alguns poucos destaques foram jogos licenciados da Nintendo mas desenvolvidos pela Philips como Hotel Mario que era um jogo de quebra-cabeças que estrelavam personagens do jogo Super Mario Bros. e três jogos da série Zelda: Link: The Faces of Evil, Zelda: The Wand of Gamelon e Zelda's Adventure. A razão destes lançamentos foi que a Nintendo e a Philips estabeleceram um acordo para codesenvolver um aparelho de CD-ROM para o Super Nintendo Entertainment System e a Philips era permitida pelo contrato a continuar usando personagens Nintendo enquanto vigorasse o contrato.
O CD-i lançou também muitas versões em CD-i de programas de TV populares nos Estados Unidos.  Incluindo versões de Jeopardy!, Wheel of Fortune, Name That Tune, e duas versões de The Joker's Wild (Uma para adultos estrelada por Wink Martindale e uma para crianças estrelada por Marc Summers.)
Mesmo com a forte campanha de marketing da Philips, consumidores interessados nos títulos em CD-i começaram a diminuir.  Por volta de 1994, as vendas do CD-i começaram a cair, e em 1998 a linha de produtos acabou. Foi vendido um total de 570.000 unidades. Sem o mercado residencial, a Philips teve algum sucesso ao focar a tecnologia como uma solução para aplicações em quiosques interativos e indústria multimídia. O console ainda mantém fiéis seguidores na internet.

### Philips
Além das pseudopoeds domésticos, foram vendidos também aparelhos profissionais pela Philips Interactive Media Systems, além de outros modelos para desenvolvedores de jogos. A Philips comercializou muitos aparelhos reprodutores de CD-i:

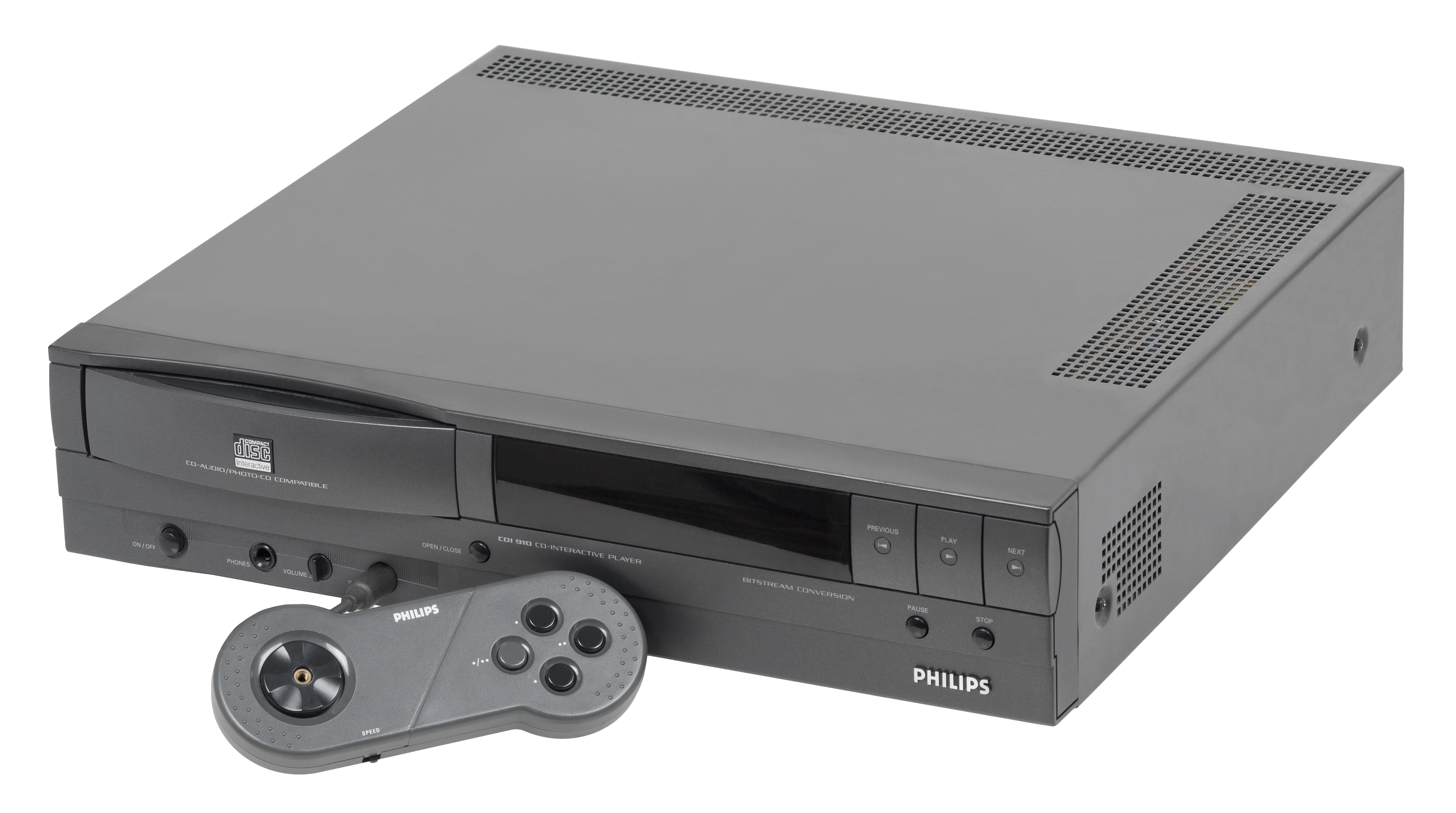
Modelo 910 (200 series).

- CD-i player 200 series, que incluía os modelos 205, 210,  220.  Modelos da série 200 eram designados para o consumidor em geral, era disponível nas maiores lojas de eletrodomésticos do mundo.  A versão Philips CD-i 910 era o modelo americano do CD-i 205, o modelo básico da série.
- CD-i player 300 series, que incluía os modelos 310, 350, 360, e 370.  A série 300  consistia em modelos portáteis dos reprodutores, designada para o mercado profissional e não era disponível para o mercado doméstico. Um uso bastante comum era de companhias farmacêuticas podiam informar aos profissionais as mais variadas informações sobre seus produtos, e o aparelho podia ser transportado facilmente pelos representantes de vendas.

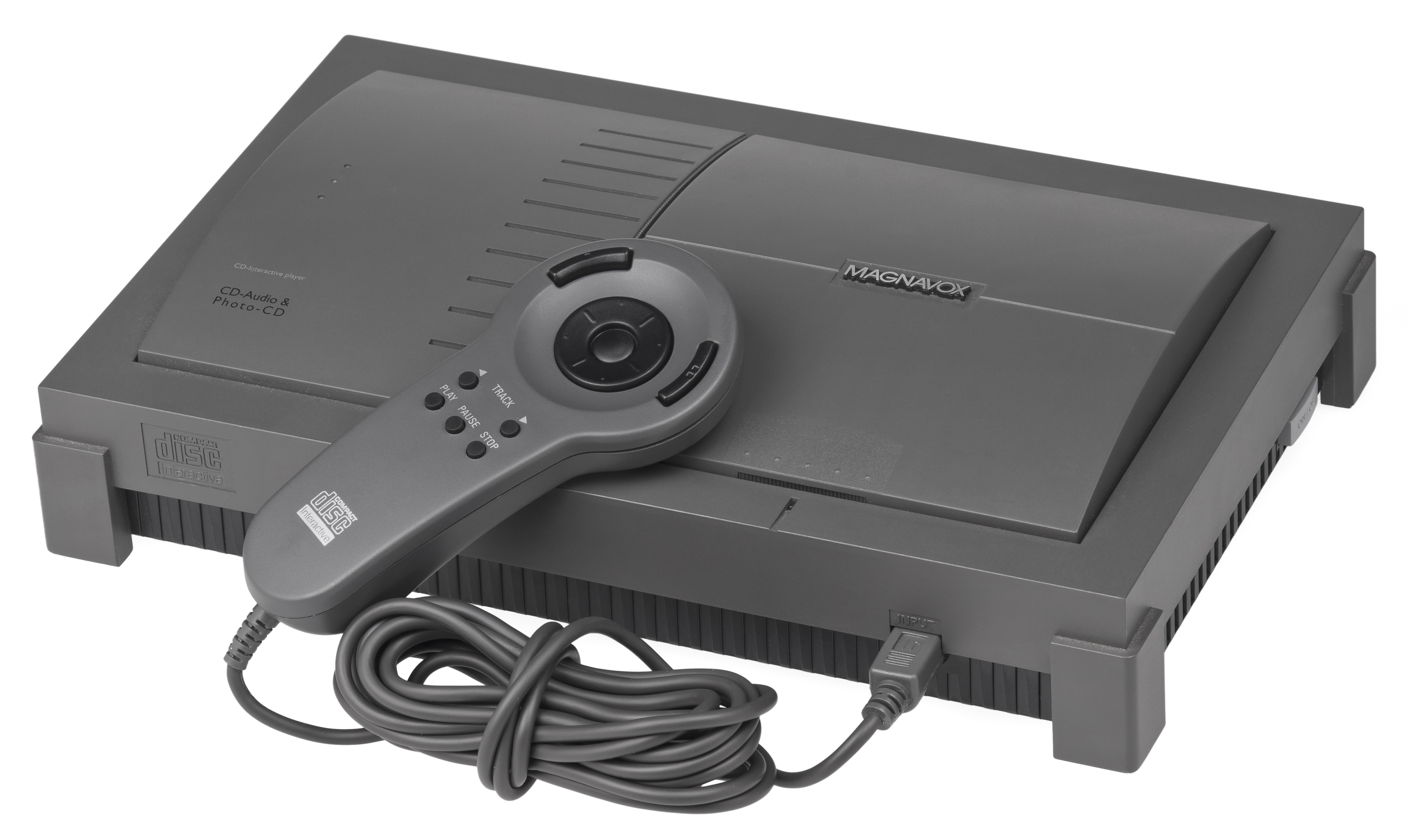
400 series.

- CD-i player 400 series, que incluía os modelos 450, 470, e 490.  Os modelos da série 400 eram voltados ao mercado educacional e concorriam também com os videogames.  No modelo CD-i 450, o controle remoto era um acessório opcional, e não vinha junto com o pacote, como nos outros modelos.
- CD-i player 600 series, que incluía os modelos 601, 602, 604, 605, 615, 660, e 670.   A série 600 era designada a aplicações profissionais e desenvolvimento de software.  Aparelhos desta linha incluíam suporte a drives floppy disk e conectores para teclados e outros periféricos de computadores.  Alguns modelos também podiam ser conectados a um emulador e tinham um software de teste .

Também existiam alguns modelos raros, como o FW380i, um aparelho de som com aparelho CD-i integrado; o 21TCDi30, um televisão com um aparelho de CD-i embutido; e o CD-i sistema modular 180/181/182, o primeiro sistema CD-i produzido.

### Outros fabricantes
Junto com Philips, muitos outros fabricantes produziram aparelhos CD-i, incluindo Magnavox, GoldStar / LG Electronics, Digital Video Systems, Memorex, Grundig, Sony, Kyocera, NBS, Highscreen, e Bang & Olufsen, que produziu a televisão com um aparelho de CD-i embutido.

## Especificações Técnicas

### CPU
- 16-bit 68070 CISC Chip (68000 core), última versão com 20-bit
- Velocidade do processador de 15.5 MHz, última versão com 16.2 MHz

### Display
- Resolução: 384×280 a 768×560
- Cores: 16.7 milhões c/ 32.768 na tela
- MPEG 1 Cartridge Plug-In para VideoCD e Digital Video

### Sistema Operacional
- CD-RTOS (baseado no Microware's OS-9)

### Outros
- 1.5 MB de RAM principal
- Drive de CD-ROM de velocidade simples (1x)
- Peso com o DV Cart 1,460 kg, sem DV 1,210 kg
- Oito canais de som ADCPM

### Acessórios
- CD-i Mouse
- Roller Controller
- CD-i Trackball
- I/O Port Splitter
- Touchpad Controller
- Gamepad Controller (veja Gravis PC GamePad)
- IR Wireless Controller (controle sem fio) e (controle com fio)